# Artur Matějovský
Artur Matějovský (* 13. září 2007 Praha) je český lední hokejista hrající na postu útočníka. Svou vlast reprezentoval i na mistrovství světa hráčů do 18 let.

## Život
S hokejem začínal ve svém rodném městě, v tamní Slavii. Postupně za ni hrál i v mládežnických a juniorských výběrech. Mezi muži se prvně objevil 2024/2025. V následujícím ročníku (2025/2026) se pokoušel opětovně do mužského výběru dostat a nastoupil do přípravných zápasů. V úvodním z nich, který pražský tým sehrál 8. srpna 2025 proti Kolínu (3:4 po prodloužení) vsítil poslední branku svého týmu.
V roce 2025 si zahrál za českou reprezentaci do 18 let na mistrovství světa této věkové kategorie. V zápase proti Švédsku (3:7) hraném 28. dubna 2025 zaznamenal první branku svého celku.